# Karusell (tornerspel)

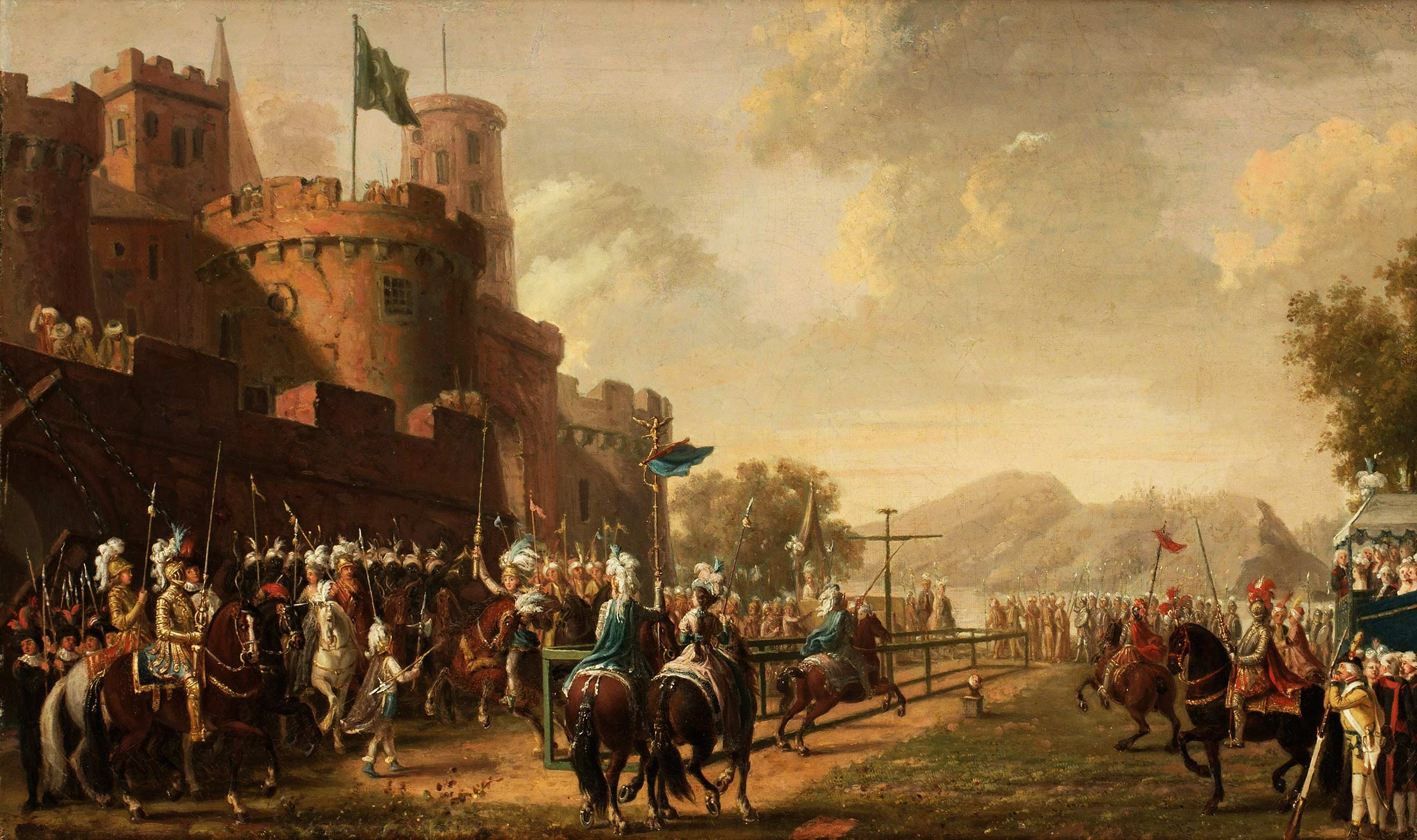
"Inträngandet i den förtrollade skogen" karusell vid Drottningholms slott (1785) av Pehr Hilleström
Karusellen "Den förtrollade skogen" var ett tornérspel som sattes upp under sex dagar i augusti 1785 för att fira gunstlingen Gustaf Mauritz Armfelts bröllop med Hedvig Ulrika De la Gardie.

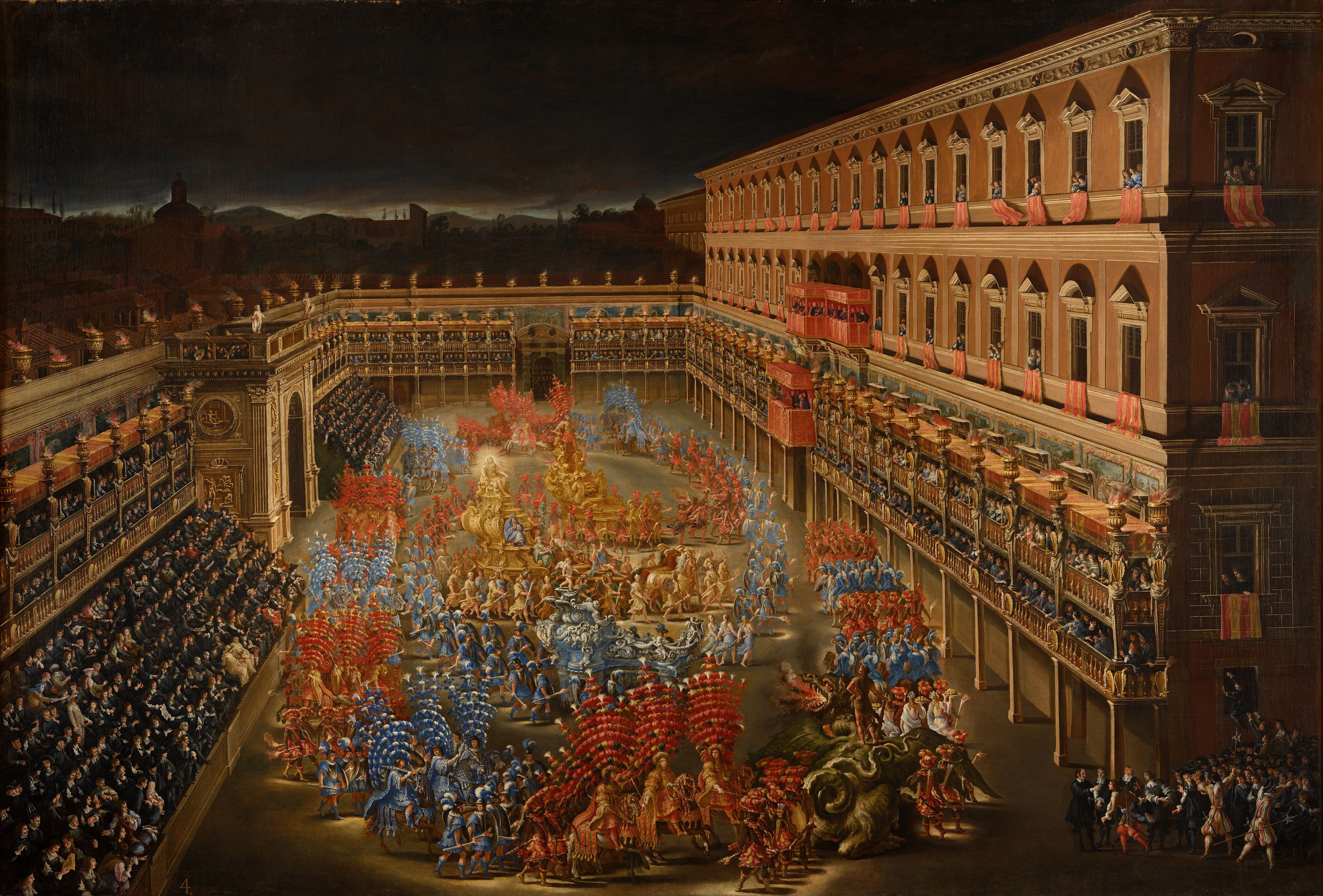
Karusell för Drottning Kristina vid Palazzo Barberini 28 February 1656.

Tornerrustning buren på Adolf Fredriks torg 1777 i konungens kadrilj, Livrustkammaren.

Karusell eller Ringränning var en tornerspelsliknande aktivitet där ryttaren med sin lans skulle träffa en ring, som var upphängd mellan två stolpar. Långt in på 1900-talet var detta den huvudsakliga betydelsen för ordet karusell.
Dessa karuseller var ovanliga under medeltiden då de egentliga tornerspelen dominerade men kom i bruk under Henrik IV av Frankrike, blev vanligare på 1600-talet och hade sin verkliga kulmen under 1700-talet. De var storslagna skådespel arrangerade av regenter. Även karusell i vagn eller släde, utförd av damer förekom.
I Sverige förknippar vi dem särskilt med drottning Kristina, Karl XI och Gustav III. De uppträdande var ofta klädda i fantasifulla kostymer, gärna romerska dräkter. En känd karusell är den som anordnades i samband med Karl XI:s tillträde till regeringen den 19 december 1672, Certamen Equestre, på Rännarbanan i Stockholm. Den sista officiella karusellen arrangerades år 1800 vid Drottningholms slott, där ännu karusellplan idag en parkeringsplats, vittnar om företeelsen.

## Damkarusell
Även kvinnor deltog i karusellspelen, men endast undantagsvis i själva rännandet. I Köpenhamn arrangerades en karusell 1671 där de kungliga damerna rände till rings, sittande i vagnar. I karusellen "Des Galants Maures" i Versailles 1685 uppträdde beridna damer i en egen tävling och i Gustav III:s divertissement "Dianas fest" 1778 imponerades åskådarna av en kvinnlig amason till häst som "kämpade som en karl". Vanligtvis uppträdde kvinnorna som litterära eller allegoriska gestalter i de ramberättelser som omgav tävlingarna.

### Slädkarusell

Karusellsläde. Kristina d.ä. 1600-tal. Finns i Livrustkammaren.

Under 16- och 1700-talen förekom en särskild karusellform för kvinnor - slädkarusell. I fantasifullt snidade slädar ofta i form av fabeldjur eller musslor, tävlade hovets damer i kapplöppningar och ringrännande. Det var framförallt vid de nordligare europeiska hoven, där klimatet var gynnsamt, som denna karusellform praktiserades. Brist på snö kunde emellertid avhjälpas. Vid en hovfest i Dresden 1721 lät August den starke frakta 2000 lass snö till staden för att kunna genomföra slädkarusellen. I Sverige användes karusellslädar även till lustfärder på Mälarens is.